# Yan Ruoqu
Yan Ruoqu (chinesisch 閻若璩 / 阎若璩, Pinyin Yán Ruòqú, W.-G. Yen Jo-ch‘ü; geboren 1636 in Huai’an, Jiangsu; gestorben 1704), zi: Baishi 百詩,  Pai-shih，hao: Qianqiu 潛丘 / 潜邱, war ein konfuzianischer Gelehrter der Qing-Dynastie. Er gilt als Begründer der Wissenschaft der höheren Kritik an den Klassikern. Er war einer der größten konfuzianischen klassischen Gelehrten seiner Zeit. Die meisten seiner Werke schrieb er über das Studium konfuzianischer Klassiker und historische Geographie. Sein Hauptwerk ist seine Studie Guwen shangshu shuzheng 古文尚书疏证, an der er dreißig Jahre gearbeitet haben soll. Durch überzeugende Beweise und vernünftige Argumente bewies er zweifelsfrei, dass das Buch der Geschichte in der alten Schrift und das Buch der Geschichte mit einem Kommentar von Kong Anguo Fälschungen waren. Dieses Ergebnis wurde von vielen Gelehrten in der Qing-Dynastie akzeptiert.

## Schriften (Auswahl)
vgl. HYDZD-Bibliographie, Nrn. 2 und 2146
- Qianqiu zhaji 潜邱札记  (Siku quanshu 四库全书)
- Guwen shangshu shuzheng 古文尚书疏证 ( Huang Qing jingjie xubian 皇清经解续编)